# Corrado Nastasio
Corrado Nastasio (Livorno, 3 gennaio 1946) è un ex calciatore italiano, di ruolo attaccante.

## Biografia
Cresciuto nel Rosignano Solvay, Nastasio mosse i primi passi nel calcio professionistico militando in Serie B nelle file della Reggiana e del Livorno. Con la società amaranto disputò tre campionati nella serie cadetta prima di esordire in Serie A nell'Atalanta nel campionato 1968-69. A Bergamo giocò l'intero torneo da titolare totalizzando 29 presenze con 5 reti all'attivo, ponendosi all'attenzione generale come uno dei più promettenti giovani della massima serie vista anche la convocazione nella nazionale Under-23.
L'anno dopo venne acquistato dal Cagliari, che cedette in cambio alla società orobica il libero argentino Longo. Nei piani societari, Nastasio doveva essere l'attaccante titolare della stagione 1969-70, tuttavia l'operazione di mercato che portò Boninsegna all'Inter, e Gori e Domenghini in Sardegna, cambiò l'assetto tattico della squadra: l'ex atalantino fu perciò costretto a vivere lo storico campionato del primo Scudetto rossoblu dalla panchina, ritagliandosi solo 2 presenze.
Nell'annata 1970-1971 disputò 5 partite con una rete all'attivo ma per lui continuava a non esserci spazio a Cagliari. Per tornare a giocare con assiduità dovette perciò scendere di categoria vestendo nel campionato 1971-1972 la maglia del Modena. L'anno successivo passò alla Lucchese, in Serie C, per poi risalire nella serie cadetta giocando a Novara. Scelse infine di concludere la sua carriera in Serie C, militando per due anni nel Lecce e un anno nel Brindisi, prima del ritiro.

## Palmarès

### Club

#### Competizioni nazionali
- Campionato italiano: 1

Cagliari: 1969-1970
- Campionato italiano Serie C: 1

Lecce: 1975-1976 (girone C)
- Coppa Italia Semiprofessionisti: 1

Lecce: 1975-1976

#### Competizioni internazionali
- Coppa Italo-Inglese Semiprofessionisti: 1

Lecce: 1976